# یوهانیشتال
یوهانیشتال (به آلمانی: Berlin-Johannisthal) یک منطقهٔ مسکونی در آلمان است که در Treptow-Köpenick واقع شده‌است. یوهانیشتال ۱۷٬۶۵۰ نفر جمعیت دارد.